# Yuto Ozeki
Yuto Ozeki (Kawasaki, 6 de febrero de 2005) es un futbolista japonés que juega en la demarcación de centrocampista para el Kawasaki Frontale de la J1 League.

## Selección nacional
Hizo su debut con la selección absoluta de Japón el 8 de julio de 2025 contra Hong Kong en un partido del Campeonato de Fútbol de Asia Oriental de 2025 que finalizó con un resultado de 6-1 a favor del combinado japonés tras un gol de Matt Orr para Hong Kong, y los goles de Sōta Nakamura, Shō Inagaki y cuatro de Ryō Germain para Japón.

## Clubes
| Club                         | País  | Año       | Partidos | Goles |
| ---------------------------- | ----- | --------- | -------- | ----- |
| Kawasaki Frontale            | Japón | 2023      | 1        | 0     |
| Fukushima United FC (cedido) | Japón | 2024-2025 | 35       | 8     |
| Kawasaki Frontale            | Japón | 2025-     | 20       | 3     |

## Palmarés

### Títulos nacionales
| Título             | Club              | País  | Año  |
| ------------------ | ----------------- | ----- | ---- |
| Copa del Emperador | Kawasaki Frontale | Japón | 2023 |

### Títulos internacionales
| Título                                | Equipo             | Sede          | Año  |
| ------------------------------------- | ------------------ | ------------- | ---- |
| Campeonato de Fútbol de Asia Oriental | Selección de Japón | Corea del Sur | 2025 |